# Порцелянові іконостаси Міклашевського

Покровська церква (Волокитине). Порцеляновий іконостас до руйнації в стилі неорококо, архівне фото.

Порцелянові іконостаси Миклашевського — унікальні вироби з порцеляни для православних храмів, котрі створювали на Волокитинській порцеляновій мануфактурі в 19 ст. Власник мануфактури Андрій Миклашевський не був ні автором, ні розробником проектів іконостасів, а лише забезпечував сировиною та фарбами саме виробництво.

## Історія
Російська імперія тривалий час залишалась в системі феодалізму. Навіть паростки капіталізму не міняли феодального устрою ні в керівництві, ні в перспективах. Паростки капіталізму як і прогрес не могли бути скасованими, що породжувало пістряву і драматичну картину проникнення капіталістичного виробництва в напівфеодальну економіку Російської імперії. Так, поміщицьке землевласництво породило таку форму виробництва, коли начиння (заводів, фабрик, мануфактур, майстерень) було технічно новітнім, а працівники — кріпаками. Так, елементами капіталістичних установ в садибах ставали навіть кріпацький театр та приватні мануфактури (полотняні, парусинові, порцелянові тощо), власниками котрих залишалось феодальне дворянство, а діяльність цих закладів спрямована на отримання прибутку попри продажу сільськогосподарської продукції, головної продукції дворянських садиб.

## Керамічне виробництво в Україні в 19 ст
В дусі цього проникнення капіталістиних паростків в феодальну економіку було і заснування-запровадження порцелянових мануфактур у містах і селах провінції Україна в складі Російської імперії. Серед них —
- Межигірська фаянсова фабрика (Київ)
- Корецька порцеляна (Корець)
- Полонська кераміка (Хмельниччина)
- Волокитинська порцелянова мануфактура (Садиба А. Міклашевського)

## Опис фрагментів порцелянового іконостасу
Порцелянова сировина — доволі вередлива у виробництві  і потребувала досконалого дотримання технологій та розфарбування мінеральними фарбами при наявності кваліфікованих майстрів і технологів. Тому технологічні ускладнення намагались обійти або подолати різноманітними технологічними засобами — тривалим вимочуванням глин, додатками у сировину молотих кісток, відмовою від моноліту, а праця тільки з пустотільними формами тощо. Секрет порцелянової рецептури ретельно приховували.
Саме це створило пістряву картину розвитку західноєвропейського порцелянового виробництва, де національні рецептури відрізнялись від сусідніх. В декотрих країнах тривалий час так і не було створено аналогів зразкової китайської порцеляни, а існували імітації порцеляни (так звана порцеляна Медічі, Порцеляна Делфта). В Британії проблеми з порцеляновим виробництвом були такими нездоланними, що вилились у особливий тип керамічного виробництва (яшмова маса та ін.), що в свою чергу зробило кераміку Британії несхожою на континентальну.
Порцеляна Волокитинської мануфактури була аналогічною до китайської та віденської (Віденська порцеляна Аугартен). Вона пустотільна, наслідувала стилістику неорококо, мала яскраві кольори мінеральних фарб, що не тьмяніли з часом. Окрім посуду волокитинські майстри дійшли до думки сторювати з порцеляни іконостаси для православних храмів. Серед перших — іконостас Покровської церкви в родинній садибі власника Андрія Міклашевського у селі Волокитине (тоді Чернігівська губернія України).
Деталі іконостасу створювали на окремих формах для отримання тонких шарів порцеляни, котру легше випалювати і поєднувати у композиції. Крихку порцеляну кріпили на дерев'яний каркас, котрого не було видно з підкупольного простору храму. До деревини кріпили простими цвяхами через окремі отвори у готових порцелянових деталях. З порцеляни були виготовлені царські врата, свічники (поставці), напівколони іконостасу, декор в стилі неорококо, що власним світським стилем викликав невдоволення вірян ( декоративні жіночі фігури у світському вбранні з декольте і східними тканинами). Розбиті рештки порцелянового іконостасу Волокитинської порцелянової мануфактури на початок 21 ст. утримують Шосткинський міський краєзнавчий музей, Національний музей українського народного декоративного мистецтва в місті Київ.

## Відомості про порцелянові іконостаси
Збережені відомості про виготовлення порцелянових іконостасів для домових храмів родини Скоропадських. Донька Андрія Миклашевського — Марія Андріїна, в шлюбі Скоропадська, була матір'ю останнього гетьмана України Павла Скоропадського. Логічно, що вона могла отримати готові деталі порцелянових іконостасів зі складів і комор батьківської садиби навіть тоді, коли зі скасуванням кріпацтва Волокитинська порцелянова мануфактура припинила власне існування.
Більше пощастило посуду і світським виробам Волокитинської мануфактури, котра розійшлась світом і котру зберігають в музеях Сум, Харкова, Києва, Москви, Санкт-Петербурга, Варшави, Парижу, Будапешту, також в Фінляндії та Сполучених Штатах .

## Архівні фото Покровської церкви

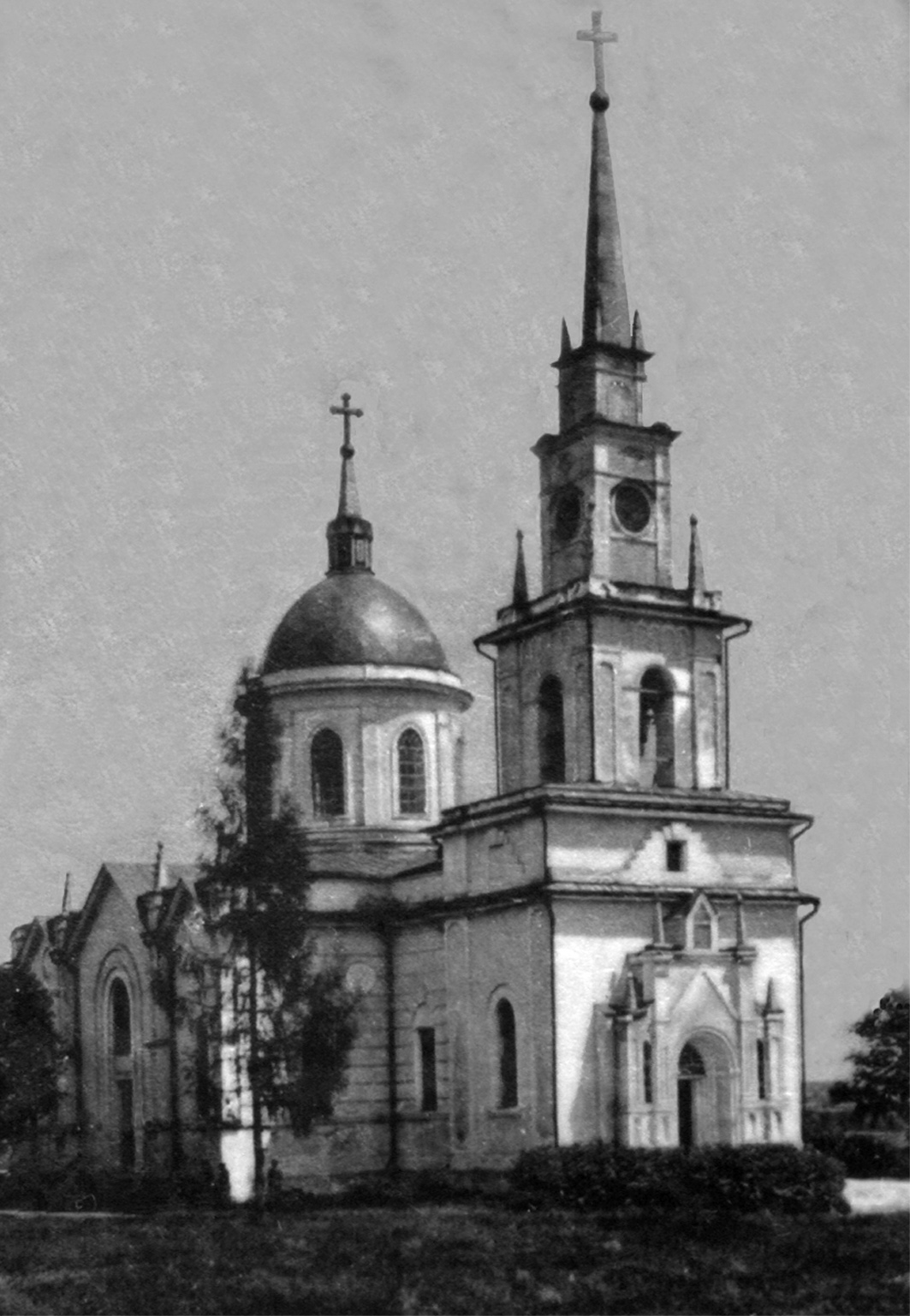
Покровська церква з начинням та іконостасом з порцеляни (рік побудови 1857). Західний фасад (зруйнована)

Покровська церква (Волокитине). Порцеляновий фрагмент царських врат з янголим зі сцени благовіщення
Покровська церква (Волокитине). Підкупольний простір волокитинської Покровської церкви
Покровська церква (Волокитине). Люстра в інтер'єрі Покровської церкви
Покровська церква (Волокитине). Фото після вибухової руйнації 1958 р.